# Klariza Clayton
Klariza Clayton (Hong Kong, 9 marzo 1989) è un'attrice britannica, nota per il ruolo di Karen McLair in Skins e di Joy Mercer in Anubis.

## Filmografia

### Attrice

#### Cinema
- Harry Brown, regia di Daniel Barber (2009)
- Fox Trap, regia di Jamie Weston (2016)
- Blood Money - A qualsiasi costo (Blood Money), regia di Luke White (2017)
- Suicide Club, regia di Jamie Weston (2017)

#### Televisione
- Young Dracula – serie TV, episodio 2x08 (2007)
- Holby City – serie TV, episodio 10x29 (2008)
- Dani's House – serie TV, 49 episodi (2008-2012)
- Parents of the Band – serie TV, episodio 1x06 (2009)
- EastEnders – serie TV, 2 episodi (2009)
- Skins – serie TV, 6 episodi (2009-2010)
- Metropolitan Police – serie TV, episodio 26x14 (2010)
- Shelfstackers – serie TV, 6 episodi (2010)
- Anubis (House of Anubis) – serie TV, 191 episodi (2011-2013)
- Dani's Castle – serie TV, episodio 1x03 (2013)
- Misfits – serie TV, episodio 5x05 (2013)
- Hieroglyph, regia di Miguel Sapochnik – film TV (2014)
- Grass Roots – serie TV (2014)
- SunTrap – serie TV, episodio 1x01 (2015)
- BBC Comedy Feeds – serie TV, episodio 5x04 (2016)
- Lovesick – serie TV, 5 episodi (2016-2018)
- London Kills – serie TV, episodio 2x04 (2019)
- Bulletproof  – serie TV, episodio 2x02 (2020)
- Maxxx – serie TV, episodio 1x03 (2020)
- The Flatshare – serie TV, 4 episodi (2022)

#### Cortometraggi
- Drawn Out, regia di Somi De Souza (2009)

### Doppiatrice

#### Videogiochi
- Blood & Truth (2019)

## Riconoscimenti
Festigious International Film Festival
- 2017 – Premio alla miglior attrice per Suicide Club[2]

## Doppiatrici italiane
Nelle versioni in italiano dei suoi film, Klariza Clayton è stata doppiata da:
- Francesca Manicone[3] in Skins[4]
- Tiziana Martello[5] in Anubis[6]